# Burgruine Lichtenegg (Birgland)
Die Burgruine Lichtenegg ist der Überrest einer vermutlich hochmittelalterlichen Adelsburg über dem gleichnamigen Dorf Lichtenegg in der Gemeinde Birgland im oberpfälzischen Landkreis Amberg-Sulzbach in Bayern und ist unter der Aktennummer D-3-71-116-17 als Baudenkmal verzeichnet. Die Anlage gehört zum Bodendenkmal unter der Aktennummer D-3-6535-0076 als „Höhensiedlung des Endneolithikums (Schnurkeramik), archäologische Befunde im Bereich der mittelalterlichen Burgruine Lichtenegg“.
Die Burg wurde vor mehr als 700 Jahren erstmals im Nürnberger Reichssalbüchlein urkundlich erwähnt, ist aber vermutlich viel älter. Sie gehörte zeitweise zur Reichsvogtei Nürnberg und wechselte bis zu ihrer Zerstörung im 15. Jahrhundert häufig den Besitzer. Seit 1998 wird die mittlerweile im Besitz der Gemeinde Birgland befindlich Anlage, auch mit privaten Mitteln, restauriert.
Die Burgruine ist jederzeit frei zugänglich. Man hat von ihr aus einen Ausblick vom Oberpfälzer Jura, einem Teil der Frankenalb, bis in das Fichtelgebirge.

## Geografische Lage

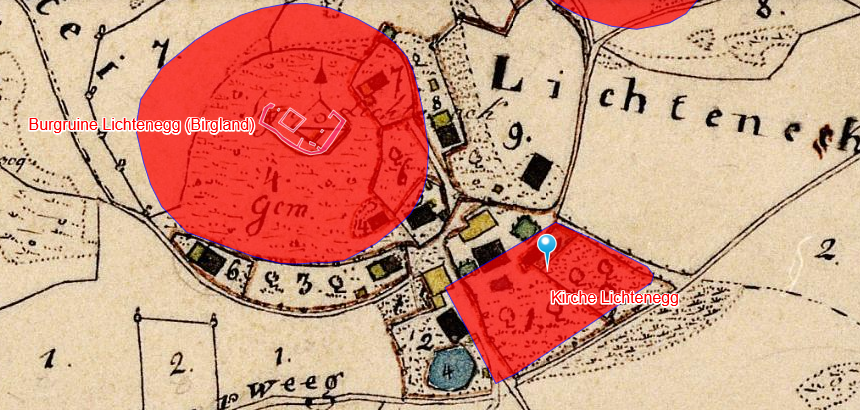
Lageplan der Burgruine Lichtenegg (Birgland) auf dem Urkataster von Bayern

Die Ruine der Höhenburg befindet sich direkt über dem Dorf Lichtenegg auf dem Gipfel des 585 Meter hohen Burgberges, der nach Norden in das Tal des Högenbaches abfällt, etwa 6,4 Kilometer ostsüdöstlich der Kirche in Pommelsbrunn.
Man erreicht die Burgruine vom Dorf Lichtenegg aus.
In der Nähe liegt die Burgruine Lichtenstein auf dem Schleußberg über Pommelsbrunn, ebenfalls bei Pommelsbrunn befindet sich der Burgstall Altes Haus auf der Mühlkoppe. In nördlicher Richtung liegt der Burgstall Breitenthal über der Ortschaft Oed und im Osten der Burgstall Kuhfels südlich des Dorfes Bachetsfeld.
Auf dem unmittelbar östlich von Lichtenegg gelegenen Spitzigen Berg, Höhenmarke 577,5, befand sich die vermutlich frühgeschichtliche Abschnittsbefestigung Schweinberg, von der nur noch ein Grabenrest mit Außenwall zu sehen ist.

## Geschichte der Burg

Alte Ansicht von Dorf und Burgruine Lichtenegg aus dem Jahr 1603

Die Gegend um die Burg war bereits vor 5000 bis 5500 Jahren besiedelt. Dies ist durch schnurkeramische Funde in einem vorgeschichtlichen Steinwall belegt.
Trotz des frühen Niedergangs der Burganlage hat sich eine erstaunlich hohe Zahl unterschiedlicher historischer Nachrichten erhalten. Dies steht in einem engen Zusammenhang mit den sehr wechselhaften Besitz- und Herrschaftsverhältnissen, vor allem zur Zeit der zahlreichen Landesteilungen und Bruderkriege des Hauses der Wittelsbacher.
Der Ursprung der Burg wurde durch neue Forschungsergebnisse zur Ortschronik Weigendorf weiter aufgehellt.
Heinz Leisering hat bei der Sichtung des historischen Materials von Heimatforschern zur Ortsgeschichte von Weigendorf und Lichtenegg eine neue Hypothese zur Besiedlungsgeschichte des Mittelalters aufgestellt. Keinem Bearbeiter war bei der ersten urkundlichen Nennung von Haunritz 1350 und Högen 1043 aufgefallen, dass zwischen beiden Jahreszahlen 300 Jahre liegen. Beide Orte sind aber nur einen Kilometer voneinander entfernt. Durch die Schenkung von Högen, Fürnried und Wurmrausch durch Heinrich III. 1043 an seinen Diener Bardo sind Weigendorf mit Haunritz und Högen sowie Lichtenegg besiedlungsgeschichtlich eng miteinander verbunden. Es gab damals zwei gegenläufige Besiedlungsrichtungen in dieser Region gegeben: die eine vom Kloster Kastl aus in der ersten Kolonisierungsphase vom 9. bis 11. Jahrhundert bis Lichtenegg und Högen und die zweite ab dem 14. Jahrhundert in der zweiten Kolonisierung von der Dreitälergemeinde Weigendorf im Högenbachtal bis nach Haunritz.
Die bislang erste urkundliche Erwähnung der Burg Lichtenegg fand man im Nürnberger Reichssalbüchlein (Güter- und Einkunftsverzeichnis) aus der Zeit um 1300. Demnach gehörte die Burg als ehemaliges Reichsgut zur Reichsvogtei Nürnberg. Schon zu dieser Zeit wurde der Truchsess von Sulzbach als Lehnsinhaber genannt.
Mit einiger Wahrscheinlichkeit kann angenommen werden, dass die Feste im Zusammenhang mit dem Ausbau der staufischen Pfalzen entstand. Über die Zeit vor 1300 gibt es nur Vermutungen, die ins 12. Jahrhundert zurückreichen.  Silbermünzen mit dem Bruno-Monogramm, von denen eine am Burgberg gefunden wurde, ließ vornehmlich der Würzburger Bischof Otto I. von Lobdeburg in den Jahren 1207 bis 1223 prägen. Dieser Fund ist ein weiteres Indiz dafür, dass die Burg Lichtenegg älter als angenommen ist.
Erste bekannte Lehnsinhaber waren ab 1334 Friedrich| und ab 1349 Hans Steinlinger. Die Burg wurde 1353 an Karl IV. verpfändet, der dort ein Pflegamt errichtete, das ab 1366 neuböhmisch wurde. Die Burg kam bereits 1373 wieder an die bayerischen Herzöge zurück, die ihrerseits ein Pflegamt einrichteten. In den Jahren 1374 bis 1381 war Heinrich III. von Thann Pfleger. Die bayerischen Herzöge verpfändeten Burg Lichtenegg in dieser Zeit mehrmals. Nach einer Verpfändung an Pfalzgraf Ruprecht III. wurde die Burg ein pfälzisches Lehen.
Das Pflegeamt wurde 1390 aufgelöst und der Sulzbacher Landrichter Heinrich Kemnater wurde mit Burg Lichtenegg belehnt. Ihm folgten 1411 Altmann und 1419 Friedrich Kemnater. Im Jahr 1424 wurde wieder ein Pfleger, Linhart von Hag, installiert. Friedrich und Jörg Kemnater hinterließen große Schulden u. a. bei dem Nürnberger Kaufmann Heinrich Nöttelein. Dieser ließ Lichtenegg 1428 als Sicherheit für seine Forderungen durch das Landgericht Sulzbach bestätigen. Nöttelein trat 1432 die „abgegangene Veste“ Lichtenegg an den Montanindustriellen Ulrich Hegener ab. Dieser wurde damit vom Pfalzgrafen Johann belehnt. Ulrich Hegener wurde 1451 erneut belehnt. Nach 1452 ist keine Belehnung überliefert. Lichtenegg war in den Händen der Bauernfamilie Süß von Guntersrieth. Da die Burg selbst bereits vor 1443 aus der schriftlichen Überlieferung verschwand, liegt eine Zerstörung 1427 durch die Hussiten nahe.
Der Hammermeister Hans Teuerl erwarb die Burg 1491 und verkaufte sie um 1500 an den Hammermeister Bertold Pfinzing. Im Jahr 1508 erfolgte die Belehnung der Vormünder des noch unmündigen Jörg Pfinzing durch den Neuburger Pfalzgrafen. Lichtenegg war nur noch „öder Burgstal“. Der dazugehörende Wald war eine wichtige Rohstoffquelle für die Haunritzer Eisenproduktion. Jörg Pfinzing wurde 1512 nach seiner Mündigkeit belehnt. Er starb 1539, das Lehen ging an seinen Sohn Bertold über. Dieser war 1546 stark verschuldet und musste die Güter Haunritz, Högen und Lichtenegg als Sicherheiten stellen und 1552  Burg Lichtenegg an seine Gläubiger Ott Rau und Hanns Bernkloe abtreten.
Nach dem Tod von Ott Rau 1559 zog der Pfalzgraf Wolfgang eine Hälfte des Lehens Lichtenegg ein. Die andere Hälfte erhielt Hanns Bernkloe als Lehen. Er verstarb aber noch im selben Jahr. Pfalzgraf Wolfgang schenkte 1560 die rauh'sche Hälfte von Lichtenegg dem Landschreiber Sebastian Sedlmayer. Dieser kaufte 1562 von den berklo'schen Erben ihre Hälfte am Lehen Lichtenegg. Als Regierungsrat baute er im selben Jahr eine neue Behausung auf der Burg. Nach einem Brandunglück ca. 1574/75 erfolgte allenfalls eine notdürftige Reparatur. Sedlmayer verkaufte die Burg 1576 an den Nürnberger Kaufmann Hans von Furtenbach. Es folgte die Belehnung Furtenbachs mit der Verpflichtung, Lichtenegg baulich zu verbessern und zu einer Grenzfeste auszubauen.
Hans von Furtenbach verkaufte Lichtenegg, Haunritz und Högen ohne Zustimmung des Lehnsherrn 1580 an Sigmund von Preysing. Hans Sigmund von Preysing wurde zur baulichen Verbesserung verpflichtet, den Ausbau als Grenzfeste lehnte er ab. Er musste 1581 wegen unterlassener Baupflicht 200 Taler Schadensersatz bezahlen. Von Preysing lebte bis zu seinem Tod 1584 mit seiner Familie in Haunritz und Sulzbach. Die Burg wurde 1589 von seiner Witwe dem ältesten Sohn Hans Adolf von Preysing übergeben. Dieser starb 1603 und sein Bruder Hans Erasmus übernahm die Burg. Nach dessen Tod 1625 wurde Lichtenegg 1626 von Haunritz und Högen abgetrennt. Hans Philipp Jakob von Preysing übernahm Lichtenegg und errichtete dort einen Herrensitz. Er saß als erster Preysing auf Lichtenegg. Er starb 1658 und sein Sohn übernahm die Burg.
Hans Konrad Adam von Preysing verkaufte 1662 Burgberg und Ruine an den Pfalzgraf Christian August.

## Beschreibung der Burgruine

Topografischer Übersichtsplan der Burgruine Lichtenegg

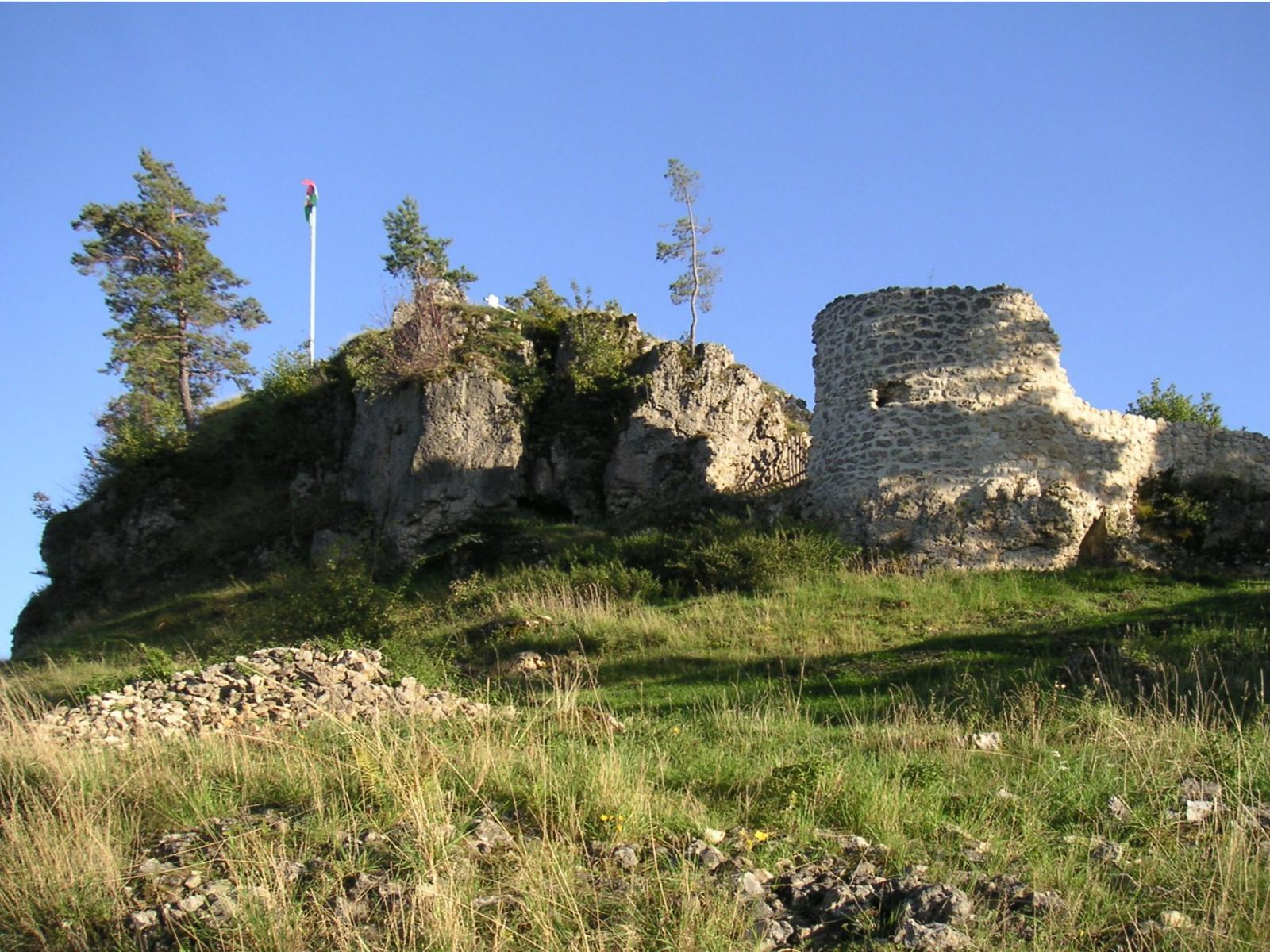
Ansicht von Norden auf den früheren Zugang zur Unterburg und den Felskopf, auf dem die Oberburg stand

Die Burgruine befindet sich auf dem Gipfel des kegelförmigen Lichtenegger Burgberges, der nach allen Seiten mäßig steil abfällt. Die Ruine teilt sich in eine Oberburg auf einem Felskopf, der aus dem Gipfel des Burgberges emporragt, und eine sichelförmige Unterburg auf einer Terrasse um den Felskopf. Eine weitere sichelförmige und planierte Fläche wurde mit einem Wall zum Berghang hin gesichert.
Die Unterburg, die etwa einen Meter über der planierten Fläche auf einer Felsstufe stand, erstreckte sich von West nach Ost. An der Felsstufe steigt die ungefähr einen Meter dicke Ringmauer noch etwa einen bis zwei Meter über die Fläche der Unterburg an. Der heutige Zugang liegt mitten in der Ringmauer, ist aber nicht identisch mit den früheren Zugang zur Burg an der Westseite der Unterburg. Vom Burgtor ist nur noch ein Teil der östlichen Torwange vorhanden.
Über die Bebauung der Unterburg ist nicht viel bekannt, im südlichen Teil wurde eine Quermauer ergraben. Auch eine heute verfüllte Zisterne befand sich dort. Die gesamte Ostseite nimmt der Palas ein, von dem noch drei Etagen sichtbar sind. Das unterste Geschoss wurde vermutlich als Keller genutzt, danach folgte, wie Balkenlöcher und Mauerrücksprünge zeigen, ein zweites, eher niedriges und unbelichtetes Geschoss. Diesem folgte ein wieder reicher belichtetes, dem vielleicht noch eine weitere Etage folgte, wie auf der Ansicht von 1603 zu sehen ist. Auf dieser Ansicht ist im vierten Geschoss auf der Südwestseite des Palas ein Gusserker zu sehen.
Im Westen des Palas-Erdgeschosses sind unter der modernen Stahltreppe noch in den Fels gehauene Treppenstufen sichtbar, die entweder dem Aufgang zur Oberburg dienten oder den Zugang zum Kellergeschoss von oben ermöglichten.
Die Oberburg lag etwa 4 bis 5 Meter über der Unterburg auf dem Felskopf. Sie war dreieckig und fiel nach allen Seiten senkrecht ab. Das einzige noch sichtbare Gebäude ist der wiederhergestellte Stumpf des Bergfriedes. Wie der höchste Teil der Oberburg bebaut war, ist noch unbekannt.

## Das Dorf Lichtenegg
In den 1720er Jahren erbaute Johann Philipp Jakob von Preysing unterhalb der Burg Lichtenegg im heutigen Dorf ein Herrenhaus und fünf Häuschen für seine Untertanen. Deshalb kann er auch als der Gründer des Ortes Lichtenegg betrachtet werden. 1715 verkaufte der letzte von Preysing auf Lichtenegg, Johann Georg Lichtenegg an den Landesfürsten in Sulzbach, Herzog Theodor. 1730 erwarb Freiherr Johann Friedrich von Wurmrauscher Lichtenegg. Ab 1755 übernahm es der Fürst von Sulzbach. Regiert wurde Lichtenegg dann durch die landesfürstlichen Beamten in Sulzbach und Amberg (später Regensburg). Die herrschaftlichen Gebäude im Dorfe, den so genannten Schlosshof mit Herrenhaus, erwarben die Bauern Scharrer und Mörtel.
Der Burgberg mit der Ruine ging in das Eigentum der örtlichen Gemeinde und später in den Besitz der Gemeinde Birgland über.

### Bildergalerie

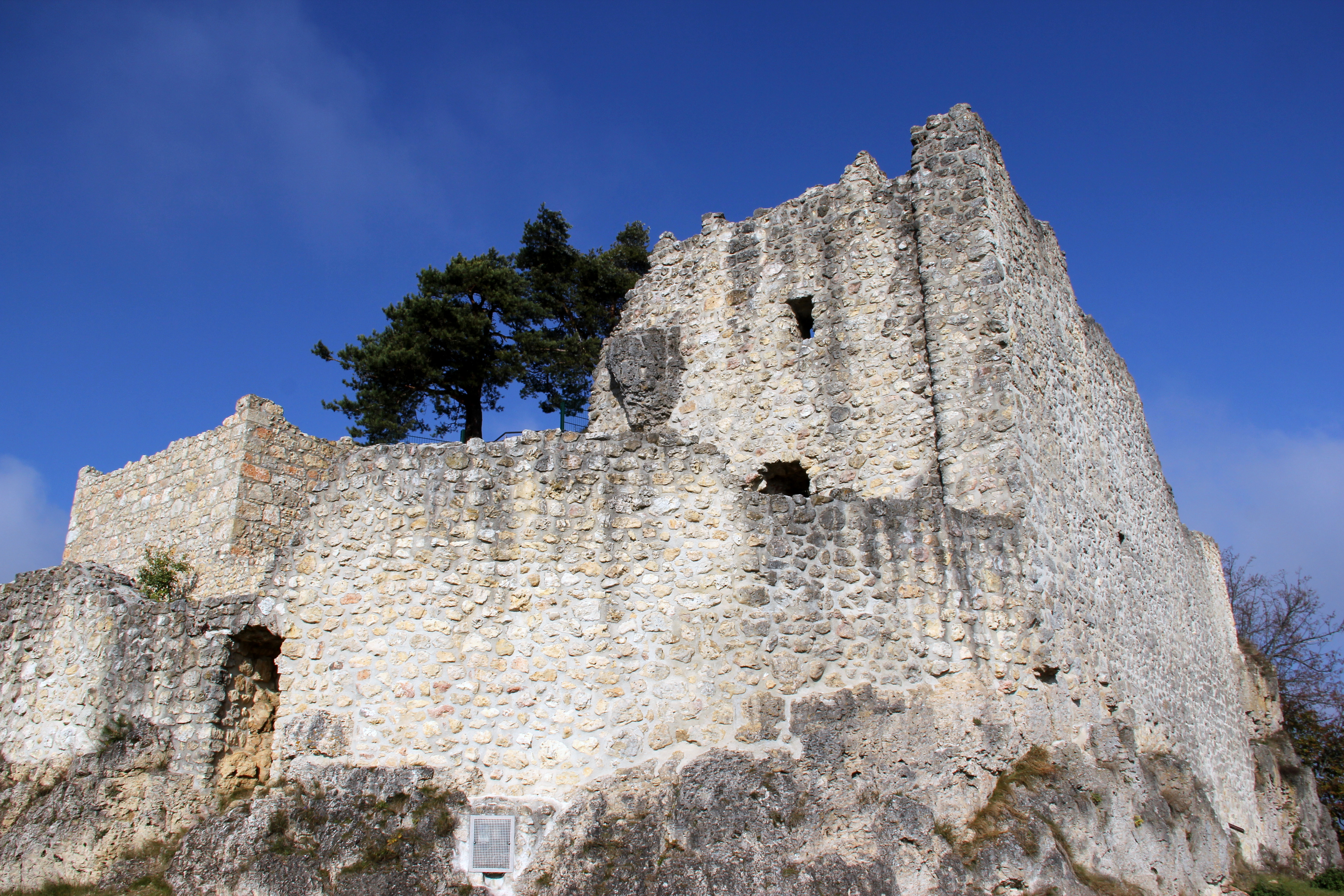
Burgruine Lichtenegg
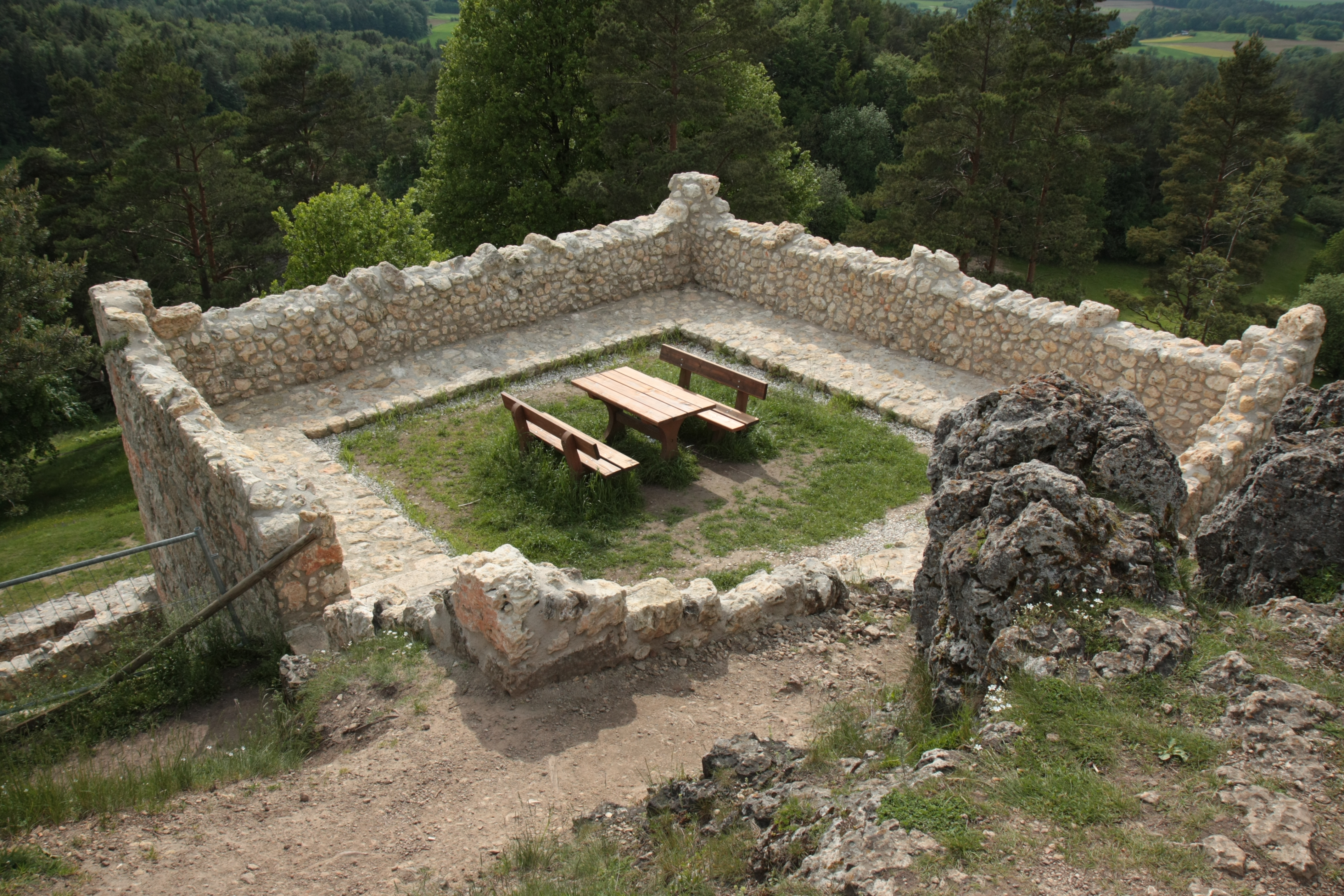
Ehemaliger Bergfried
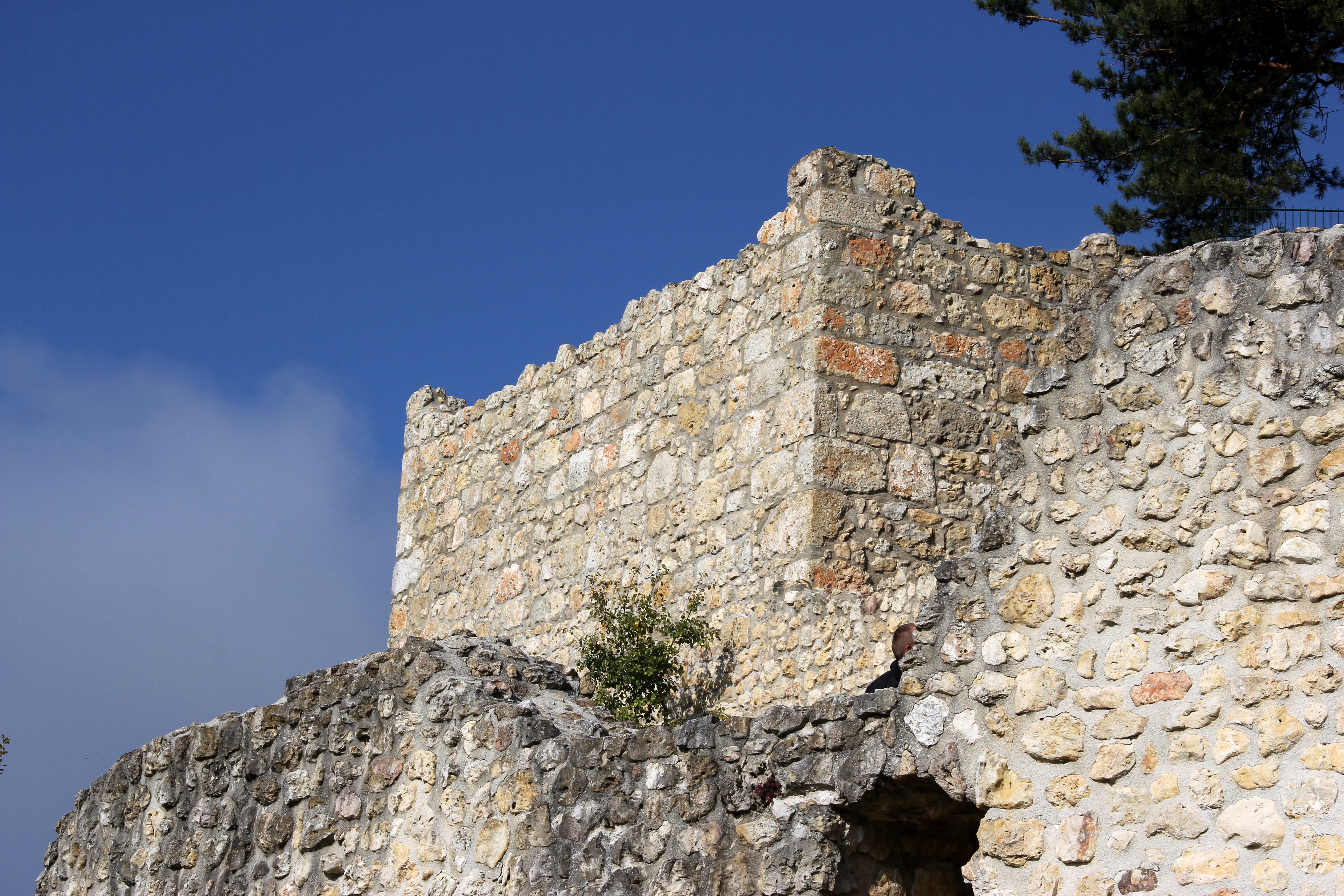
Außenmauer Bergfried
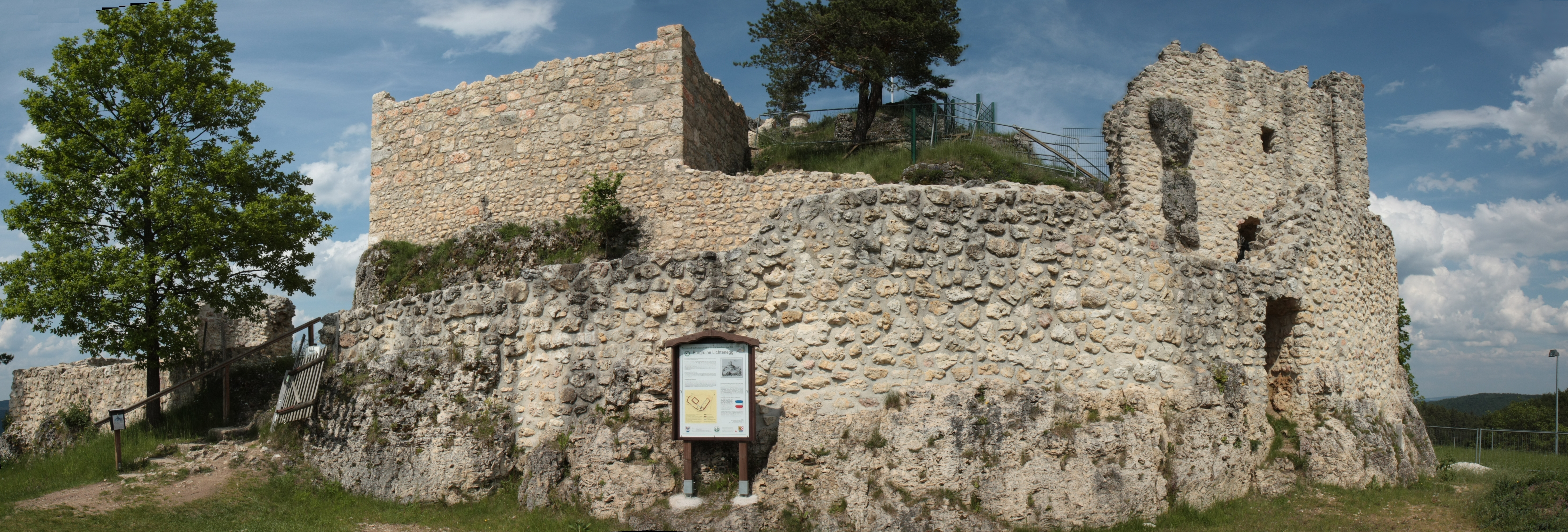
Burgruine Panorama
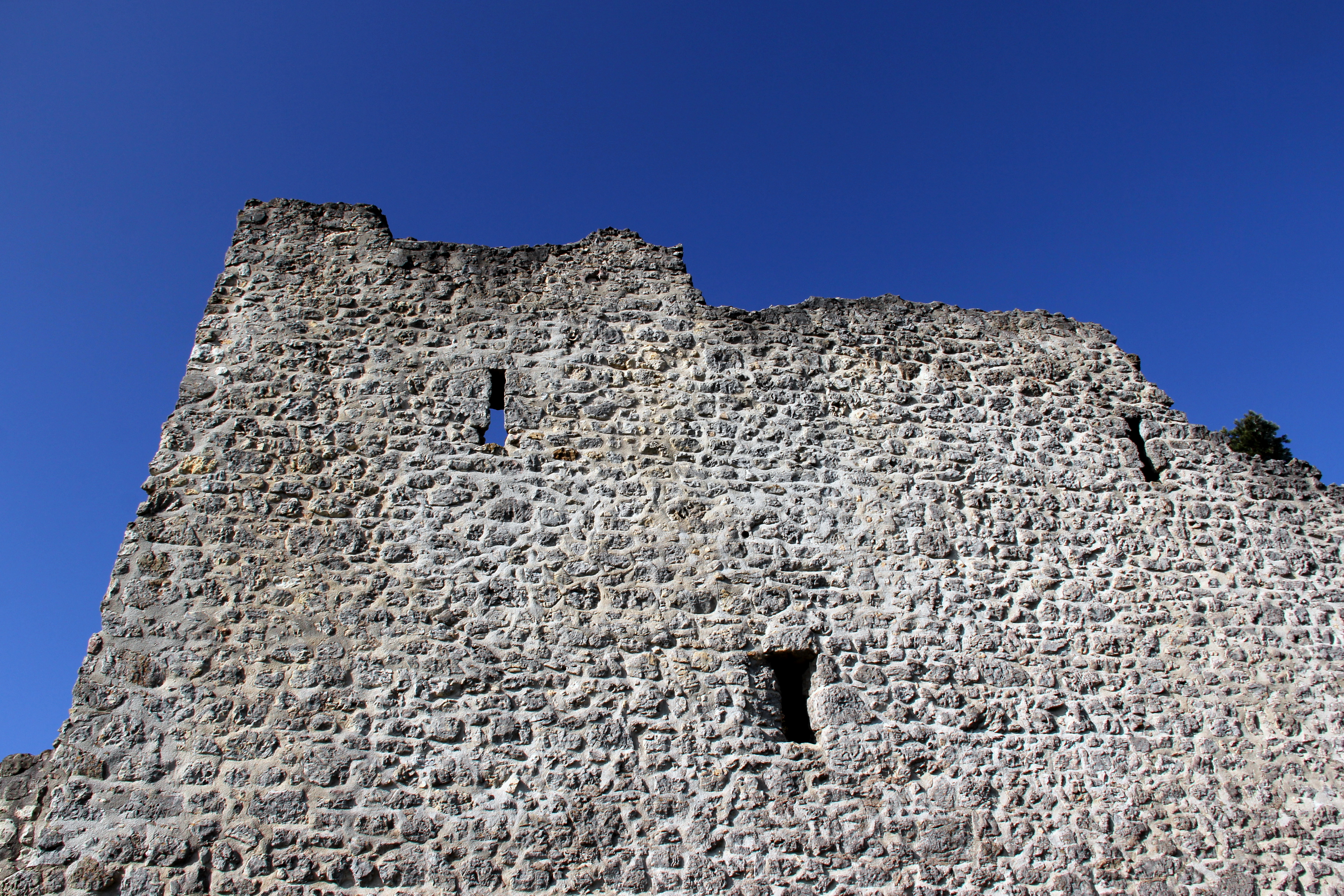
Rest Burgmauer
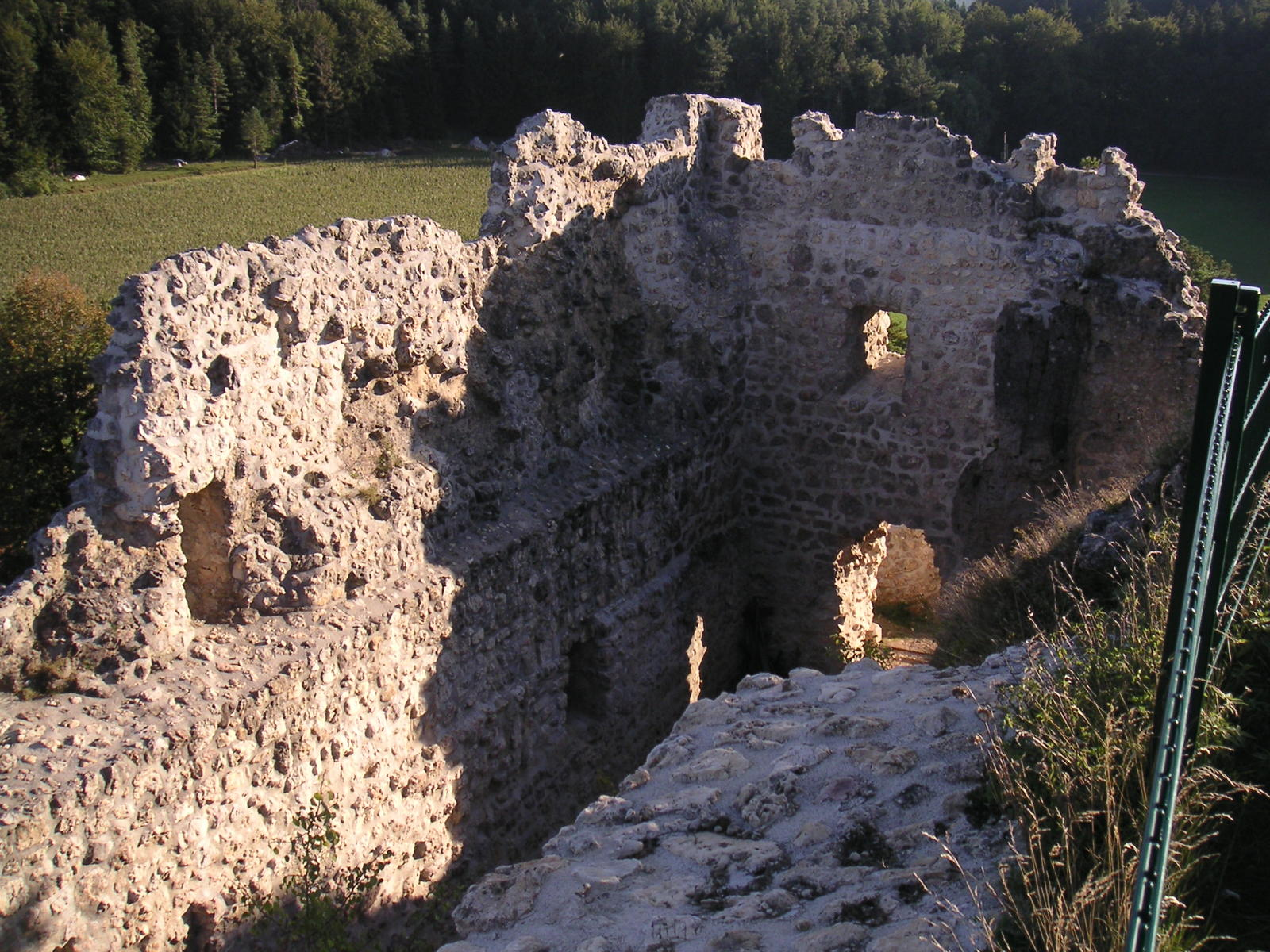
Palas